# Người Yakut
Người Yakut hay người Sakha (tiếng Yakut: саха, sakha, số nhiều: сахалар, sakhalar), là một dân tộc thuộc nhóm sắc tộc Turk, cư trú chủ yếu ở vùng Yakutia (hay Cộng hòa Sakha) thuộc Liên bang Nga, và một số ít ở các vùng Amur, Magadan, Sakhalin, và các Quận tự trị Taymyr và Evenk.
Theo kết quả của cuộc Tổng điều tra dân số toàn Nga năm 2010, có khoảng 478,1 nghìn người Yakut sống ở Nga, chủ yếu ở Yakutia (466,5 nghìn người), cũng như ở các vùng Irkutsk, Magadan, vùng Khabarovsk và Krasnoyarsk. Người Yakut là những người đông nhất (49,9% dân số) ở Yakutia và lớn nhất trong số các dân tộc bản địa của Siberia trong lãnh thổ Liên bang Nga .
Theo Joshua Project, người Yakut có tổng dân số 491 ngàn, trong đó ở Nga có 488 ngàn , ở Trung Quốc có 2.900 người, và không nhắc đến có người Yakut ở Hoa Kỳ và Canada.
Người Yakut nói tiếng Yakut, một ngôn ngữ thuộc chi nhánh Siberia của Ngữ hệ Turk. Người Yakut tự gọi mình là sakha hoặc urangai sakha trong một số văn tự cổ. Tên gọi "Yakut" theo tiếng Nga (Якуты) được lấy từ tiếng Evenk là yokō.

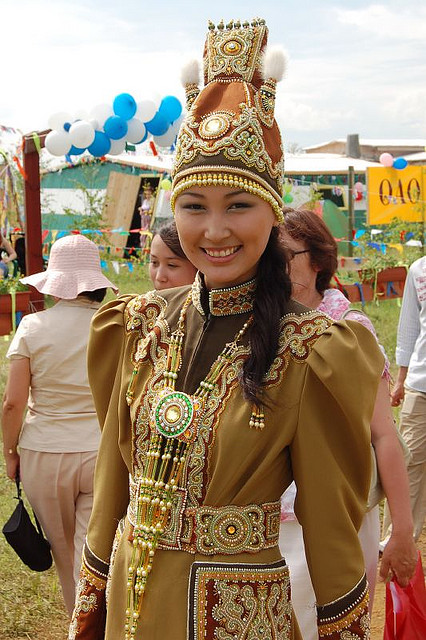
Cô gái Yakut trong trang phục truyền thống